# Redding (California)
Redding es una ciudad ubicada en el estado estadounidense de California, en el condado de Shasta, sobre la orilla derecha del río Sacramento, el principal río del norte del estado.

## Historia
Situada a lo largo de la ruta Siskiyou, una antigua ruta de comercio y viaje que conectaba la California Central y el noroeste del Pacífico, el sitio de Redding estaba ocupado por los Nativos americanos de la tribu Wintu desde alrededor del año 1000. Durante el inicio del siglo XIX, pasaron por el lugar que ocupa la actual Redding, los tramperos de la Hudson's Bay Company y miembros de la United States Exploring Expedition (expedición de exploración de Estados Unidos), en su viaje a lo largo de la ruta Siskiyou.
El primer colono extranjero en el área fue Pierson B. Reading, un pionero temprano en California. Reading fue un admirador de John Sutter, y en 1844, Reading recibió Rancho Buena Ventura la concesión de tierra mexicana para el área ocupada por el actual Redding y Cottonwood, a lo largo del río Sacramento. Entonces (por encima de las 100 millas) el establecimiento extranjero situado más al norte en California. El 5 de abril de 1846 se produjo una matanza de indios wintu en este rancho perpetrada por el capitán John C. Frémont. El territorio como el resto de la Alta California pasó a los EE. UU. por el tratado de Guadalupe-Hidalgo en 1848.
Más tarde cuando la compañía Southern Pacific Railroad construyó su línea de ferrocarril con Sacramento Valley, él decidía que no presentaba interés hacer un pequeño desvío al oeste para alcanzar la ciudad preexistente de la explotación minera de Shasta debido al coste que generaría. En su lugar el ferrocarril encaminó las pistas por un área con el nombre desfavorable de "Poverty Flats" con lo cual nació la ciudad de Redding. Nombrado el asentamiento por el Southern Pacific con el nombre del hombre de ferrocarril Benjamin B. Redding, la ciudad fue renombrada "Reading" en 1874, para honrar al pionero local Pierson B. Reading. Sin embargo, el ferrocarril no reconocería el cambio, y el nombre original, Redding, fue restaurado en 1880.
Redding fue incorporada en el 1887 con 600 personas. Antes de 1910, Redding tenía una población de 3.572 sustentados por una industria minera de extracción significativa, principalmente cobre y hierro. Sin embargo, con el declive de estas industrias, que también produjeron grandes cantidades de contaminación que dañaba a la agricultura local, la población cayó a 2.962 habitantes en 1920. En 1930 la población se había recuperado a 4.188 y después había incrementado durante la década de 1930 con la construcción de la presa próxima de Shasta. La estructura de la presa, que fue terminada en 1945, causó que la población se doblara casi a 8.109 antes de 1940 y estimulaba el desarrollo de las ciudades dormitorio de Central Valley (ahora "Shasta Lake City") y "Project City" - ambas nombradas después del "Central Valley Project".

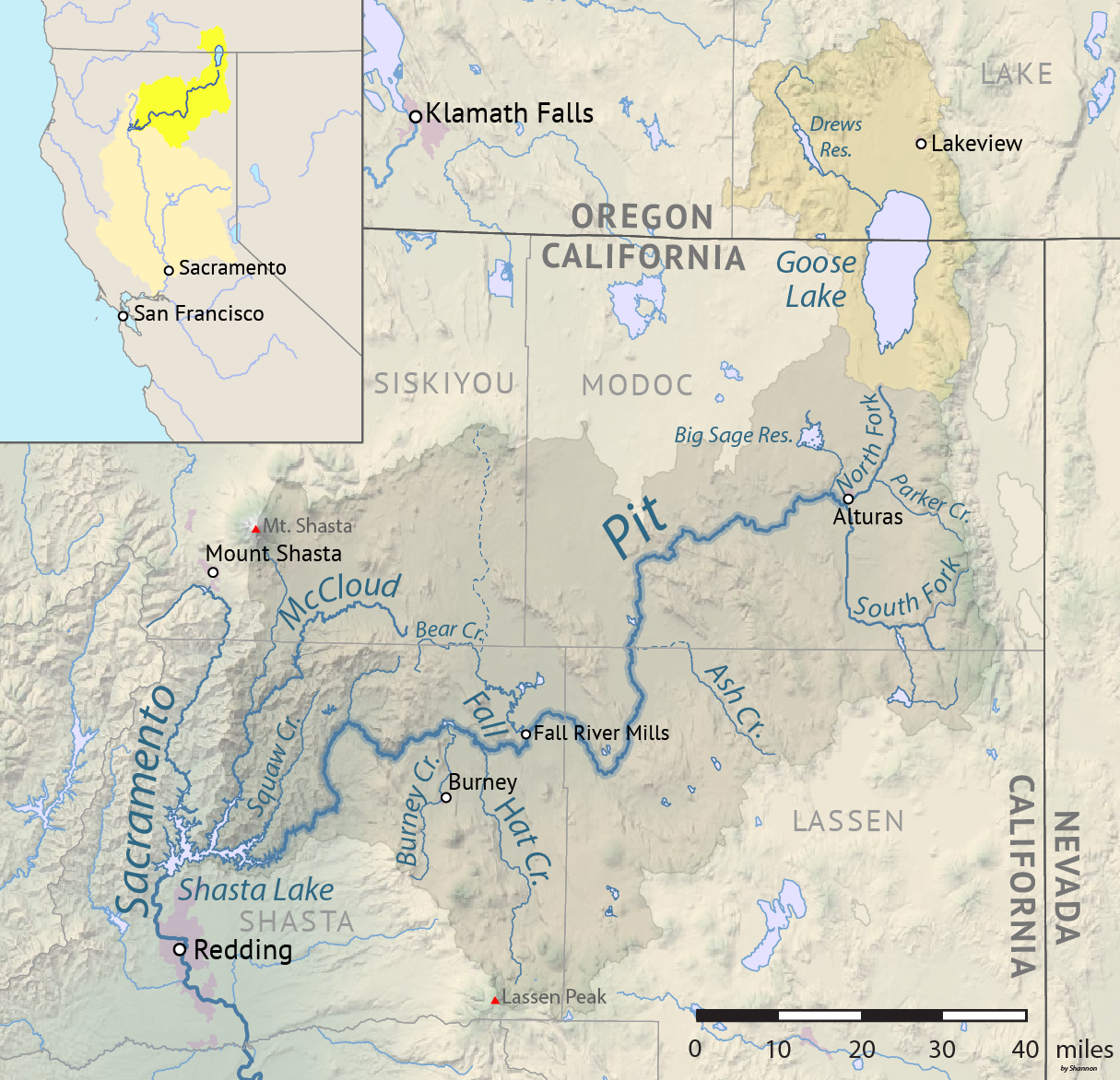
Mapa de la cuenca del río Pit en el aparece Redding abajo a la izquierda

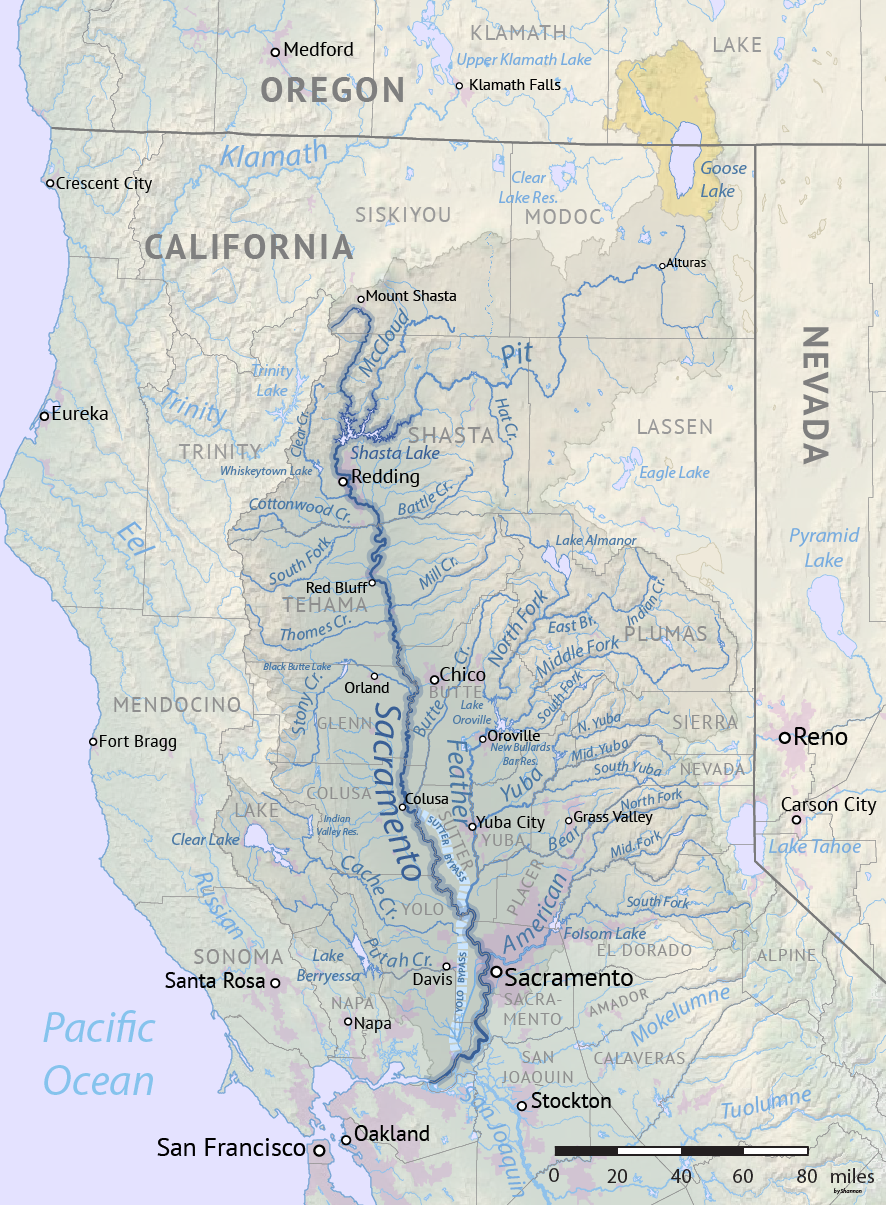
Ahora, un mapa de la cuenca del río Sacramento; aparece Redding en el curso alto del río

En la década de 1950 la ciudad continuó creciendo con la extensión de la industria de la madera de construcción, las estructuras de las presas de Whiskeytown y de Keswick, y la terminación de la autopista "Interstate 5" a finales de los sesenta. Antes de 1970, Redding había llegado a 16.659 personas. En los años 70, el parque empresarial en el banco del este del río de Sacramento fue adjuntada en Redding lo que produjo un incremento de población inmediato alcanzando la ciudad a alrededor 35.000, y trayendo la población total a 41.995 antes el censo el año 80. Una razón principal que los residentes del parque empresarial apoyaron para esta anexión era la energía más barata proporcionada por el suministro del municipio de la ciudad que recibe energía de la presa. Sin embargo, la década de 1970 también está considerado como época difícil para la industria de la madera de construcción mientras que la construcción de viviendas cayó en picado durante la recesión de 1973 a 1975. El desempleo en el condado de Shasta durante esta época alcanzó sobre el 20%. Con el aumento de las regulaciones medioambientales la industria de la madera no se recuperó nunca completamente y la ciudad tuvo que reconvertir los engranajes económicos de nuevo. 
Después de un auge de la venta al por menor y del incremento de la construcción de casas de finales de los 80, la ciudad vino a alcanzar 66.462 en 1990. Este auge continuó hasta mediados de los años 90 y entonces ocurrió un leve enlentecimiento, trayendo la población a 80.865 en el 2000. La estimación más reciente de la población es 90.898.

## Demografía
Según el censo estadounidense de 2000, su población era de 80.865 habitantes. En el 2006, fue estimada una población de 90.033, un aumento de 9.168 (11.3%).

## Geografía
De acuerdo con la United States Census Bureau tiene un área de 154,5 km², los cuales 151,4 km² están cubiertos por tierra y 3,1 km² cubiertos de agua. Redding se ubica aproximadamente 139 m encima del nivel del mar.

## Clima
En el invierno (octubre a abril) suministra la mayoría de las precipitaciones de cualquier estación. El tiempo de Redding tiende a ser o lluvioso o brumoso y cae algo de nieve ocasionalmente. Los veranos son calientes y secos, pero la lluvia es posible, generalmente por tormentas. La temperatura máxima diaria del promedio en julio permanece cerca de 100 grados Fahrenheit. Redding tiene una media posible de sol del 88%, el segundo mayor porcentaje (después de Yuma (Arizona)) de cualquier ciudad de los EE. UU.
| Parámetros climáticos promedio de Aeropuerto Municipal de Redding, California (normales 1991–2020, extremos 1893–presente | Parámetros climáticos promedio de Aeropuerto Municipal de Redding, California (normales 1991–2020, extremos 1893–presente | Parámetros climáticos promedio de Aeropuerto Municipal de Redding, California (normales 1991–2020, extremos 1893–presente | Parámetros climáticos promedio de Aeropuerto Municipal de Redding, California (normales 1991–2020, extremos 1893–presente | Parámetros climáticos promedio de Aeropuerto Municipal de Redding, California (normales 1991–2020, extremos 1893–presente | Parámetros climáticos promedio de Aeropuerto Municipal de Redding, California (normales 1991–2020, extremos 1893–presente | Parámetros climáticos promedio de Aeropuerto Municipal de Redding, California (normales 1991–2020, extremos 1893–presente | Parámetros climáticos promedio de Aeropuerto Municipal de Redding, California (normales 1991–2020, extremos 1893–presente | Parámetros climáticos promedio de Aeropuerto Municipal de Redding, California (normales 1991–2020, extremos 1893–presente | Parámetros climáticos promedio de Aeropuerto Municipal de Redding, California (normales 1991–2020, extremos 1893–presente | Parámetros climáticos promedio de Aeropuerto Municipal de Redding, California (normales 1991–2020, extremos 1893–presente | Parámetros climáticos promedio de Aeropuerto Municipal de Redding, California (normales 1991–2020, extremos 1893–presente | Parámetros climáticos promedio de Aeropuerto Municipal de Redding, California (normales 1991–2020, extremos 1893–presente | Parámetros climáticos promedio de Aeropuerto Municipal de Redding, California (normales 1991–2020, extremos 1893–presente |
| Mes | Ene. | Feb. | Mar. | Abr. | May. | Jun. | Jul. | Ago. | Sep. | Oct. | Nov. | Dic. | Anual |
| --- | --- | --- | --- | --- | --- | --- | --- | --- | --- | --- | --- | --- | --- |
| Temp. máx. abs. (°C) | 30.6 | 30.6 | 33.9 | 36.7 | 42.8 | 47.2 | 47.8 | 47.8 | 46.7 | 41.1 | 37.2 | 28.3 | 47.8 |
| Temp. máx. media (°C) | 14 | 16.1 | 18.7 | 22.1 | 27.8 | 33.3 | 37.7 | 36.7 | 33.5 | 26.3 | 18 | 13.3 | 24.8 |
| Temp. media (°C) | 8.6 | 10.3 | 12.4 | 15.2 | 20.1 | 25.1 | 28.6 | 27.2 | 24.1 | 18.2 | 11.6 | 8.1 | 17.4 |
| Temp. mín. media (°C) | 3.2 | 4.5 | 6.2 | 8.3 | 12.4 | 16.9 | 19.4 | 17.7 | 14.6 | 10.1 | 5.3 | 2.9 | 10.1 |
| Temp. mín. abs. (°C) | -8.9 | -6.7 | -2.8 | -2.2 | -0.6 | 3.3 | 8.9 | 6.7 | 3.9 | -1.7 | -6.1 | -8.9 | -8.9 |
| Precipitación total (mm)                                                                                                  | 153.4 | 139.2 | 117.3 | 61.2 | 46 | 19.1 | 1.8 | 3.3 | 11.4 | 48.8 | 89.7 | 160.3 | 851.4 |
| Nevadas (cm) | 2.8 | 2 | 0 | 0 | 0 | 0 | 0 | 0 | 0 | 0 | 0 | 1.8 | 6.6 |
| Días de precipitaciones (≥ 0.2 mm)                                                                                        | 12.2 | 10.9 | 11.7 | 8.1 | 6.1 | 2.9 | 0.5 | 0.6 | 1.4 | 4.7 | 8.8 | 12.6 | 80.6 |
| Días de nevadas (≥ 0.2 cm)                                                                                                | 0.4 | 0.3 | 0.0 | 0.0 | 0.0 | 0.0 | 0.0 | 0.0 | 0.0 | 0.0 | 0.0 | 0.1 | 0.8 |
| Fuente n.º 1: NOAA | | | | | | | | | | | | | |
| Fuente n.º 2: WRCC | | | | | | | | | | | | | |

## Residentes Notables
Personajes Notables que nacieron o han vivido en Redding incluyen: 
- Bill Johnson, pastor, escritor y conferenciante carismático de la iglesia Bethel, vive en Redding.
- El escritor teatral y actor David de Berry procede de Redding
- El productor cinematográfico Kathleen Kennedy creció en Redding
- El antiguo defensa del NFL Jason Sehorn estudió en el Shasta College en Redding antes de ir a jugar en la University of Southern California
- El cantante de música Country, Merle Haggard reside en la actualidad en el área de Redding
- Clint Eastwood, actor y director de cine, reside ocasionalmente en el área de Redding.
- Francesca Fisher Eastwood, actriz e hija del director Clint Eastwood.
- Buck Martínez, antiguo jugador profesional de béisbol y gerente del equipo de Estados Unidos en 2006 del World Baseball Classic
- John Gibson, de Fox News Channel, asistió al Sequoia Middle School, Shasta High School y al Central Valley High School.
- Karan English, antigua congresista por Arizona fue al Enterprise High School
- Rick Bosetti, antiguo jugador de béisbol de los Philadelphia Phillies, St. Louis Cardinals, Toronto Blue Jays y de los Oakland Athletics
- El antiguo presidente de los EE. UU. Richard M. Nixon era propietario de una casa de verano en el lago Shasta
- Ryan O'Callaghan, de los New England Patriots NFL team.
- Jenna Jameson, junto a su padre y a su hermano, vivieron en Redding por un corto período durante su rehabilitación.
- Kevin Rose, dueño de Digg.com
- El director de videoclips Shane Drake fue al Enterprise High School (Clase del 1992) en Redding.
- Ashley Parker Angel
- Megan Rapinoe, jugadora de fútbol profesional, medallista de oro olímpica

## Ciudades alrededor
- Anderson (10 mi South) (pop. 11,000)
- Olinda-Happy Valley (11 mi Southwest) (pop. 1,200)
- Cottonwood (15 mi Sur) (pop. 3,000)
- Red Bluff (31 mi South) (pop. 20,000)
- Shasta Lake (8 mi Norte) (pop. 10,300)
- Lakehead (26 mi Norte) (pop. 1,228)
- Palo Cedro (9 mi Este) (pop. 4,000)
- Millville (13 mi Este) (pop. 810)
- Whitmore (27 mi Este) (pop. 593)
- Shingletown (29 mi Este) (pop. 2,222)
- Bella Vista (8 mi Noreste) (pop. 1,218)
- Oak Run (23 mi Noreste) (pop. 820)
- Round Mountain (31 mi Noreste) (pop. 350)
- Burney (53 miles Noreste)
- Fall River Mills {72 miles Noreste} (pop.648)
- Shasta (6 mi Oeste) (pop. 750)
- Igo (11 mi Oeste)
- French Gulch (18 mi Oeste) (pop. 100)
- Platina (39 mi Suroeste)